# Грозешть
Грозешть (рум. Grozești, Грозешты) — село в Ниспоренском районе Молдавии. Относится к сёлам, не образующим коммуну.

## География
Село расположено на высоте 42 метров над уровнем моря.

## Население
По данным переписи населения 2004 года, в селе Грозешть проживает 2171 человек (1081 мужчина, 1090 женщин).
Этнический состав села:
| Национальность | Число жителей | Процентный состав |
| -------------- | ------------- | ----------------- |
| молдаване      | 2075          | 95.58             |
| румыны         | 73            | 3.36              |
| украинцы       | 10            | 0.46              |
| русские        | 8             | 0.37              |
| прочие         | 5             | 0.23              |
| Всего          | 2171          | 100 %             |

## Известные уроженцы
- Богос, Дмитрий Дмитриевич (1889—1946) — молдавский и румынский политический деятель, примар Кишинёва (1932—1933).